# Poverty Point
Poverty Point è un sito archeologico situato nel nord-est della Louisiana, Stati Uniti. Si trova a circa 25 chilometri a ovest del fiume Mississippi, presso il villaggio di Epps. Deve il suo nome alla piantagione sulla quale venne scoperto nel 1873.

## Storia
Il sito appartiene al periodo finale della Fase arcaica della preistoria americana e contiene diversi cumuli funerari ed earthworks costruiti fra il 1800 ed il 1400 a.C. che costituiscono alcuni fra i più antichi resti di questo genere rinvenuti sul territorio degli Stati Uniti. Per estensione si parla della cultura di Poverty Point per definire la civiltà precolombiana di questa regione, che si caratterizza per la costruzione di montagnole di terra. Dal 1962 si tratta di un sito protetto, è gestito dal National Park Service e ha lo status di monumento nazionale dal 1988. L'UNESCO ne ha approvato l'inclusione nell'elenco dei siti patrimonio dell'umanità durante la riunione del comitato a Doha, in Qatar, nel 2014.